# Carmen (film 2003)
Carmen è un film del 2003 diretto da Vicente Aranda.
Il soggetto è tratto dall'omonima novella di Prosper Mérimée.
In Italia è noto anche col titolo Per amare Carmen.

## Trama
Spagna, 1830, sotto il governo del Re Ferdinando VII. Lo scrittore Prosper Merimèe giunge a Cordova per una spedizione archeologia. Qui fa la conoscenza di don Josè e della bella Carmen, sua compagna, che gli raccontano la loro tormentata storia.
Carmen si fa corteggiare da Josè, uomo bello e coraggioso, ma dal passato torbido, ma ama un altro; quando il suo amante lo viene a sapere si scatena l'inferno. Infatti don Josè si unisce al reggimento "Dragoni" della Guardia reale, ma presto abbandona l'esercito per inseguire Carmen, uccide il suo promesso sposo, e i due vivono come fuorilegge insieme a una banda di predoni.
Tuttavia la Guardia reale è sulle loro tracce...

## Distribuzione
Il film è conosciuto anche con il titolo Per amare Carmen.

## Accoglienza
Il film è stato accolto freddamente dalla critica. La prova di Paz Vega (che, come in Lucía y el sexo, in molte scene recita nuda o mostrando il seno) è stata molto criticata. 
Scrive Adriano De Carlo: In due interminabili ore la vicenda non ha alcun trasalimento, si trascina in un clima letargico e la pur bella Paz Vega, dal volto curiosamente anoressico, mostra ogni centimetro del suo corpo con trionfante banalità, privandoci del mistero che si cela dietro a quel poco che ogni donna sa come valorizzare.